# Gazeta Ludowa (1902–1904)
Gazeta Ludowa – początkowo tygodnik, a następnie pismo wychodzące dwa razy w tygodniu, ukazujące się w Poznaniu w latach 1902–1904.
Czasopismo było redagowane m.in. przez Różę Luksemburg, Marcina Kasprzaka i Tadeusza Matuszewskiego a finansowane przez niemiecką socjaldemokrację. Miało charakter robotniczy i rewolucyjny, a jego głównym celem było propagowanie idei marksistowskich wśród proletariatu w Wielkopolsce. Wydrukowano w nim m.in. mowę Augusta Bebela, wygłoszoną na Zjeździe Socjaldemokracji w Monachium we wrześniu 1902.